# Jakoruda (kommun)
Obsjtina Jakoruda (bulgariska: Община Якоруда) är en kommun i Bulgarien.   Den ligger i regionen Blagoevgrad, i den sydvästra delen av landet, 70 km söder om huvudstaden Sofia.
Obsjtina Jakoruda delas in i:
- Avramovo
- Bel kamen
- Buntsevo
- Smolevo
- Konarsko
- Tjerna Mesta
- Jurukovo

Följande samhällen finns i Obsjtina Jakoruda:
- Jakoruda

I omgivningarna runt Obsjtina Jakoruda växer i huvudsak blandskog. Runt Obsjtina Jakoruda är det ganska glesbefolkat, med 32 invånare per kvadratkilometer.